# Крылов, Юрий Викторович
Ю́рий Ви́кторович Крылов (8 августа 1925 — 2005) — советский военачальник, Вице-адмирал. Командир Крымской и Таллинской военно-морской базы.

## Биография
Родился 8 декабря 1925 года. В 1948 году окончил Высшее военно-морское училище имени М. В. Фрунзе в Ленинграде. С 1948 года по 1955 год служил на Балтийском флоте, где прошёл путь от командира БЧ-1 до командира эсминца. Затем служил на Северном флоте от командира бригады до командира дивизии кораблей охраны водного района.
В 1976 году стал первым командующим Крымской военно-морской базы, располагающейся в Новоозёрном. При его непосредственном участии были спланированы и воплощены проекты здания штаба, тыла Крымской базы, улиц, проспекта и даже приморского парка в Новоозерном.
В 1979 году получил звание контр-адмирала и должность командира Таллинской ВМБ. Скончался в 2005 году.